# Neot Kedumim

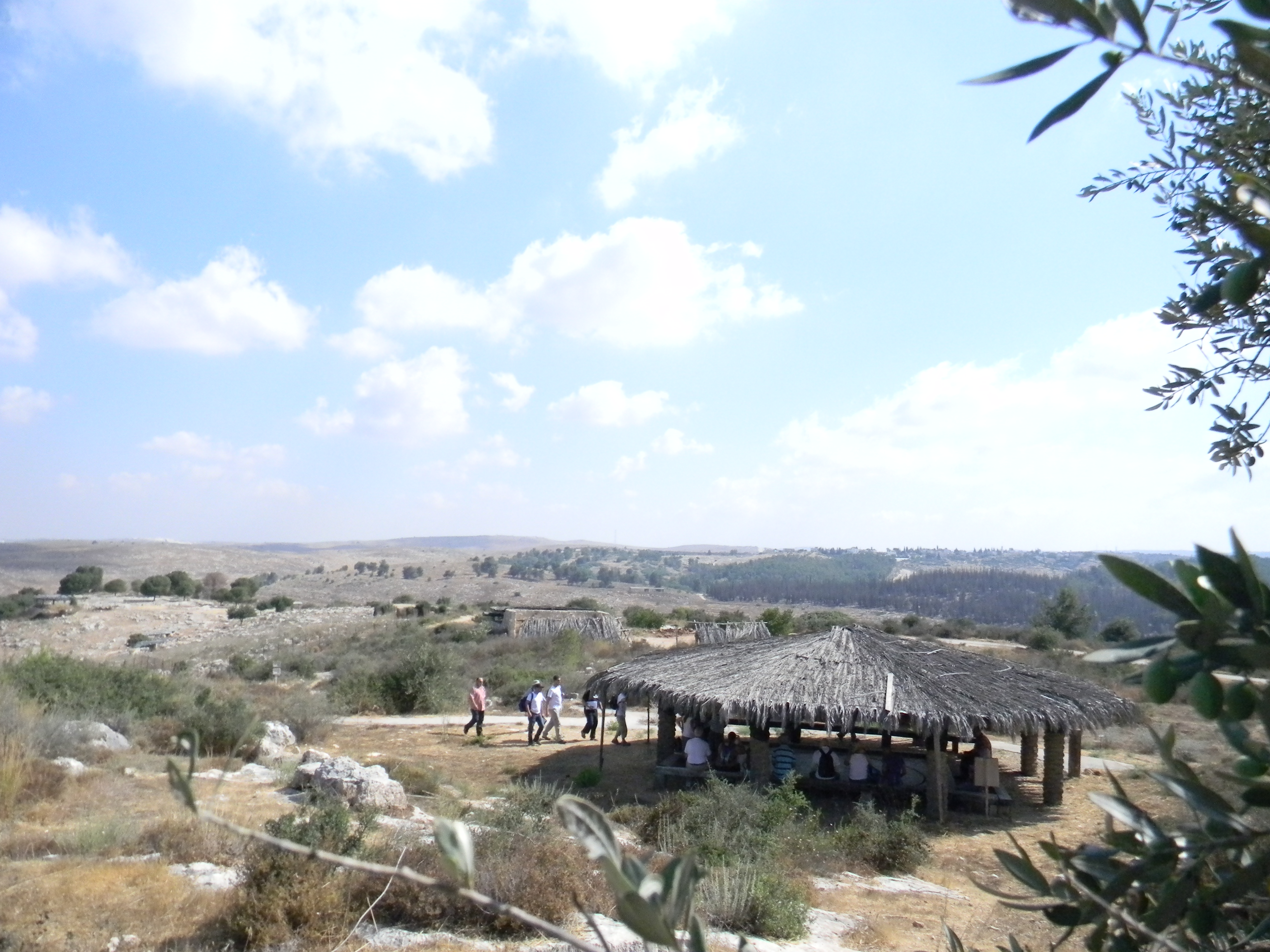
Vue générale.

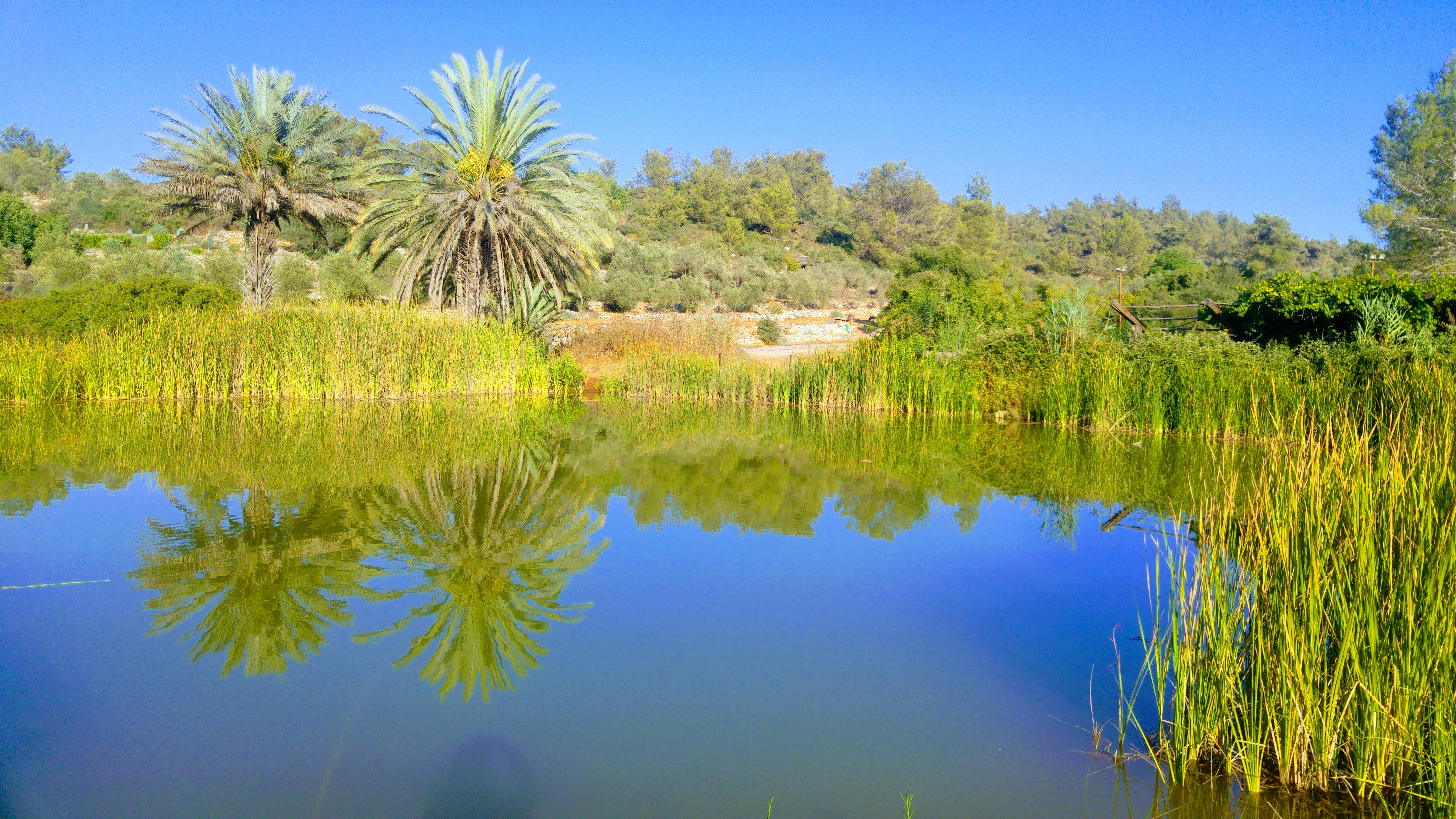
Le lac.

Neot Kedumim, la réserve paysagère biblique d'Israël (hébreu : נאות קדומים) est un jardin biblique et une réserve naturelle située près de Modi'in, à mi-chemin entre Jérusalem et Tel Aviv en Israël.